# Gruvrisberget
Gruvrisberget är ett berg strax sydväst om centrum i Falun, med utsikt över Falutrakten. Det är skogklätt och ligger mellan sjön Stora Vällan i väster och den tidigare byn, nu stadsbebyggelsen, Ovre Gruvriset i öster.
Dalarna har rik tillgång på vattenkraft, varför det inte varit vanligt att utnyttja väderkvarnar som drivkälla. Vid Gruvrisberget strax utanför Falun anlades i slutet av 1800-talet ett vindmotordrivet halmspinneri av ingenjören Georg Carlgren (1837–1906). Idag återstår stenfundamentet till detta. Carlgren hade 1869 köpt den största bergsmansgården i byn Gruvriset.
Utmed Gruvrisbergets norra sluttning grävdes på 1600- och 1700-talen Krondiket för att leda vatten från sjön Stora Vällan för vattenkraft till storkonst med pumpar och spel i Falu koppargruva.
Uppe på Gruvrisberget finns en iordningställd utsiktsplats.